# Nassarina
Nassarina là một chi ốc biển, là động vật thân mềm chân bụng sống ở biển trong họ Columbellidae.

## Các loài
Các loài trong chi Nassarina gồm có:
- Nassarina bushiae (Dall, 1889)[2]
- Nassarina glypta (Bush, 1885)[3]
- Nassarina metabrunnea Dall & Simpson, 1901[4]
- Nassarina procera Pelorce & Boyer, 2005[5]
- Nassarina rietae Segers & Swinnen, 2004[6]
- Nassarina rolani Pelorce & Boyer, 2005[7]
- Nassarina thetys Costa & Absalao, 1998[8]

The Global Names Index mentions also the following species 
- Nassarina atella H. A. Pilsbry & Lowe, 1932
- Nassarina conspicua C. B. Adams, 1852
- Nassarina cruentata O. A. L. Mörch, 1860
- Nassarina grayi W. H. Dall, 1889: đồng nghĩa của the accepted name: Cytharomorula grayi (Dall, 1889)
- Nassarina hancocki J. G. Hertlein & A. M. Strong, 1939
- Nassarina helenae A. M. Keen, 1971
- Nassarina melanosticta H. A. Pilsbry & Lowe, 1932
- Nassarina minor C. B. Adams, 1845
- Nassarina monilifera Sowerby, 1844: đồng nghĩa của the accepted name Steironepion moniliferum (Sowerby I, 1844)
- Nassarina pammicra H. A. Pilsbry & Lowe, 1932
- Nassarina perata A. M. Keen, 1971
- Nassarina piperata E. A. Smith, 1882
- Nassarina poecila H. A. Pilsbry & Lowe, 1932
- Nassarina sparsipunctata Rehder, 1943
- Nassarina tehuantepecensis Shasky, 1970
- Nassarina tincta P. P. Carpenter, 1864
- Nassarina vespera A. M. Keen, 1971
- Nassarina whitei P. Bartsch, 1928